# 1342 هـ
1342 هـ هي سنة في التقويم الهجري امتدت مقابلةً في التقويم الميلادي بين سنتي 1923 و1924.

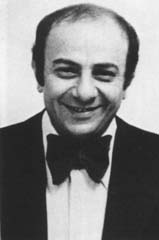
عاصي الرحباني

## أحداث
- سقوط الدولة العثمانية

## مواليد
- حافظ الحكمي
- عبد العزيز بن عبد الله
- عبد القديم زلوم
- محمود ويسي
- إبراهيم أمين فودة
- إدريس محمد جماع
- عاصي الرحباني
- عبد العزيز بنعبد الله
- عبد الله سراج الدين
- عبد الله علي الجشي
- فؤاد سزكين
- محمد ندى مطر الحياني
- نزار قباني
- مارك الرياشي - صحفي لبناني.

## وفيات
- إبراهيم السلماسي الكاظمي
- المهدي الوزاني
- رينيه باسيه
- عباس قلي خان سبهر
- علي بهجت
- كارلو لاندبرج
- محمد بن عبد الله العوني
- محمود شكري الآلوسي
- هايف بن شقير الدويش
- وردة اليازجي
- محمود شكري الألوسي
- محمد بن فضل الله الساروي
- حمزة قفطان